# Zaio
Zaio è una città del Marocco, nella Provincia di Nador nella Regione Orientale.
La città è anche conosciuta come Zayū, Zayu, Zaïo e Zāyū.